# Breuningiana pulchra
Breuningiana pulchra är en skalbaggsart som först beskrevs av Jordan 1894.  Breuningiana pulchra ingår i släktet Breuningiana och familjen långhorningar.
Artens utbredningsområde är:
- Ghana.
- Nigeria.
- Sierra Leone.

Inga underarter finns listade.